# Palais Omar Bongo Ondimba
Le Palais Omar Bongo Ondimba, aussi appelé palais du Sénat est un édifice situé à Libreville, la capitale du Gabon.

## Histoire
Le palais est le site des réunions du Sénat du Gabon.
Baptisé « Palais Omar Bongo Ondimba », il est construit de 2002 à 2005 et inauguré le 4 novembre 2005 par le président Omar Bongo Ondimba entouré de plusieurs membres de son gouvernement et de l'ambassadeur de Chine au Gabon Xue Jinwei.
Au cours de la cérémonie d'inauguration, le président du Sénat gabonais Georges Rawiri remercie la Chine pour la construction de ce palais.
Dans un mémorandum signé le 12 janvier 2023 à Libreville, Qin Gang, le ministre chinois des Affaires étrangères, s'est engagé à réhabiliter dans les meilleurs délais le palais Omar Bongo Ondimba,.